# Esquina (ciudad)
Esquina es una ciudad situada al sudoeste de la provincia de Corrientes, Argentina. Es cabecera del departamento Esquina y posee destacada importancia turística. Es sede de la «Fiesta Nacional del Pacú», y del «Carnaval de Esquina». 
Está ubicada a 333 kilómetros de la ciudad de Corrientes.

## Historia
Santa Rita de la Esquina del río Corriente (Esquina) fue fundada con una base de 15 familias: 6 italianas y 9 criollas, por Benito Lamela, quien, al crear una posta, entronizó la imagen traída de Italia de Santa Rita, que le dio nombre a esta ciudad.
Se integra definitivamente a la provincia de Corrientes y con ella todo el departamento tras elección de sus ciudadanos que debían decidir si formarían parte de la provincia de Corrientes o de la provincia de Entre Ríos. Considerando las tradiciones del siglo XIX y los diversos auxilios recibidos por los vecinos de la ciudad de Corrientes ante calamidades como inundaciones, guerras, pestes y ataques de tribus, los vecinos optaron masivamente por la jurisdicción del gobierno de Corrientes.

## Población
Cuenta con 19 081 habitantes (Indec, 2010), lo que representa un incremento del 9,4% frente a los 17 431 habitantes (Indec, 2001) del censo anterior.
| Gráfica de evolución demográfica de Esquina entre 1991 y 2010 |
|                                                               |
| Fuente: censos nacionales del INDEC                           |

## Sismicidad
La región responde a las subfallas «del río Paraná», y «del río Uruguay», con sismicidad baja. Su última expresión se produjo con el sismo de 1948, con una magnitud aproximadamente de 5,0 en la escala de Richter.

## Características

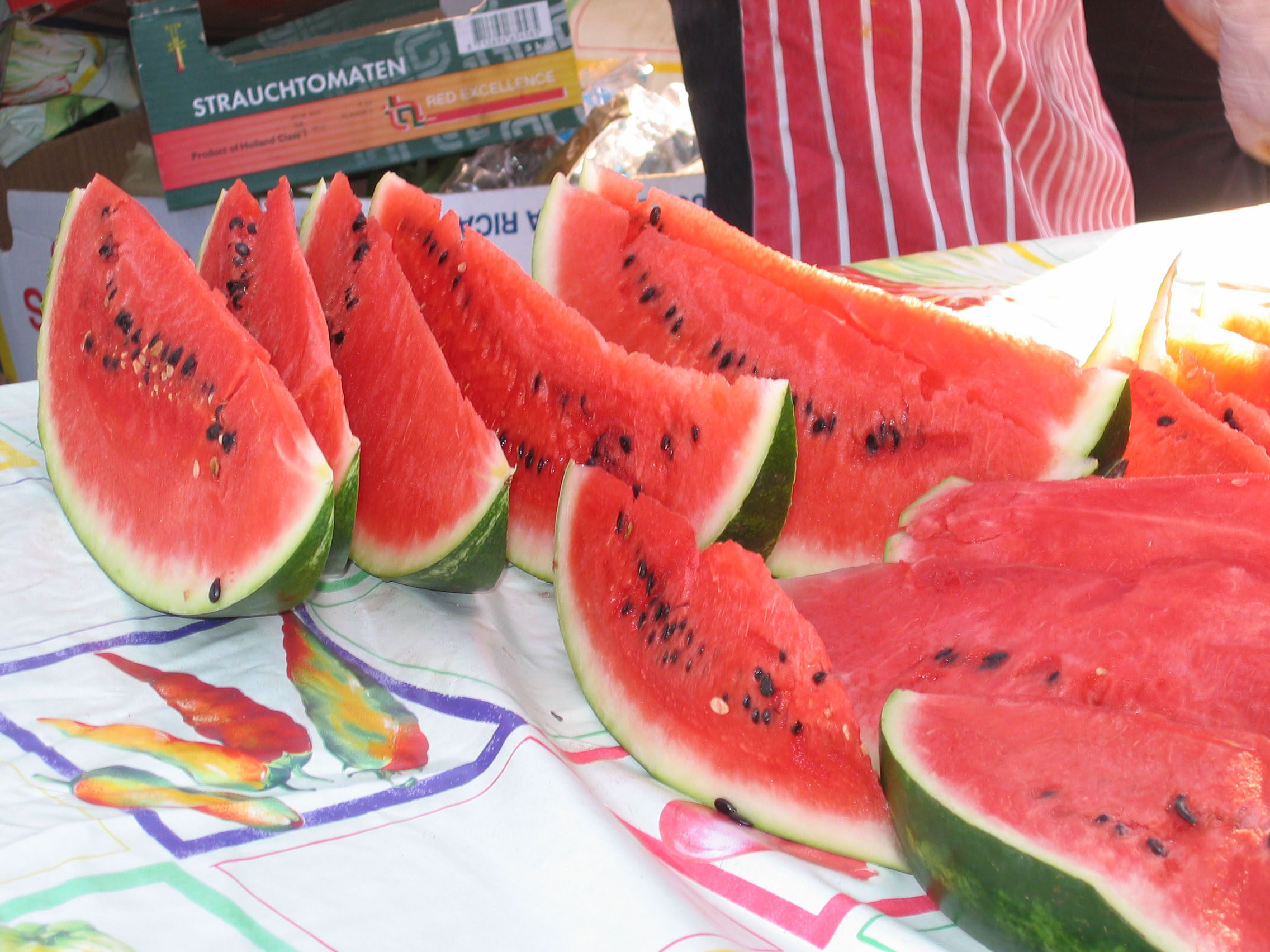
Esquina es la sede anual de la «Antes Fiesta Nacional de la Sandía, que después de algunos años se cambio a Fiesta Provincial de la Sandía y la Producción ».

Se sitúa en la orilla izquierda —oriental— del río Corrientes inferior, donde este forma un delta en su unión con el río Paraná medio. Se encuentra a 666 km de Buenos Aires, 355 km de Resistencia (Chaco). Este núcleo urbano, es una eminencia al servicio de la pesca y caza deportiva gracias a la variedad de especies que se pueden capturar en las aguas y campos aledaños, como también a la gran cantidad de localidades que alojan a miles de turistas de todo el mundo durante todo el año, cabe destacar que es una importante región agropecuaria, donde predomina la cría de ganado bovino, la forestación y, en especial, el cultivo de la sandía, ya que es la zona de ese país con mayor superficie cultivada con esta fruta; es por ello que también es la sede anual de la «Fiesta Nacional de la Sandía».

## Cultura
Museo Municipal J. Alfredo Ferreiraposee preciados objetos de épocas pasadas. Aquí se encuentra la biblioteca municipal de Esquina. Fue declarado «Sitio Histórico» por haber pertenecido a la familia del educador argentino José Alfredo Ferreira.
Iglesia de Santa Rita de Casialuego de haberse destruido el pueblo y la capilla, en 1846 se reconstruyó la iglesia, y fue ubicada frente a la plaza 25 de Mayo. Cada 22 de mayo se conmemora el día de la Santa Patrona: Santa Rita de Casia.
Palacio municipalCuenta con una torre con relojes eléctricos en cada una de sus cuatro caras. Fue inaugurado, en conmemoración del Año del Libertador Gral. José de San Martín, el 17 de octubre de 1950
Escuela Normal Dr. José Alfredo FerreiraFue la 6.ª escuela fundada en el país. Lleva el nombre de su fundador y comenzó a funcionar el 7 de mayo de 1888, durante una primera etapa a cargo de maestras estadounidenses, traídas en la presidencia de Domingo Faustino Sarmiento.

## Turismo
La ciudad de Esquina cuenta con 1800 plazas distribuidas en más de 70 establecimientos, entre los que se cuentan: hoteles, cabañas, bungalós, departamentos, residenciales, hospedajes, pensiones, estancias, y posadas.
La zona ribereña cuenta con 17 puertos privados, 11 en la zona norte de la ciudad y 6 en la zona sur, además del puerto local, el cual tiene 2 rampas y malacate eléctrico municipal.
La ciudad posee un parque náutico al servicio del pescador de aproximadamente 500 embarcaciones.

### Fiesta Nacional del Pacú
En febrero se celebra uno de los eventos de pesca deportiva embarcada en río más importante de la región: la «Fiesta Nacional del Pacú», la cual posee, desde 1986, carácter de Nacional por Disposición N.º 99 del Ente Provincial de Turismo y por la Resolución n.º 280/85 de la Secretaría de Comercio Exterior de la Nación. El torneo de pesca es bajo la modalidad de pesca con devolución, acorde con las leyes provinciales y nacionales.
La fiesta constituye un gran atractivo turístico. Es organizada por el «Club Náutico y de Pesca Brown».
Durante esos días, la ciudad recibe más de 25 000 personas, entre pescadores —tanto argentinos como extranjeros—, familiares, turistas y espectadores en general, así como autoridades nacionales y provinciales, medios especializados de cobertura nacional y de países limítrofes.
El torneo tiene como escenario el delta del río Corriente en sus zonas norte o sur del canal Torello, según lo determine el Comité Organizador de acuerdo a la navegabilidad del área.
El público puja por una ubicación en la costanera durante el visual espectáculo de la largada de las embarcaciones que parten en busca del mejor lugar para intentar pescar al preciado pacú.
La Institución organizadora fue la impulsora en declarar a Esquina, «Zona de Reserva Íctica» mediante el Decreto n.º 3376/57, luego modificado por el Decreto n.º 4190/59. Además, en conjunto con el INTA Esquina, y el Instituto de Ictiología de la Universidad del Nordeste (UNNE), promueven la cría de peces en cautiverio, para consumo, con fines comerciales, turísticos, y de repoblación.

### Fiesta Nacional del Carnaval
En enero y febrero, miles de turistas y lugareños colman las calles para disfrutar del Carnaval en Esquina, sede de la Fiesta Nacional del Carnaval Argentino. Destacan los temas y coreografías que identifican a cada agrupación, los trajes cuidadosamente seleccionados, y la belleza de las comparsas, las que entre bailarines y escuelas de Samba cuentan con unas 500 personas. Se deslizan durante los carnavales por el corsódromo: «Carú Curá», «Yasí Berá», «Yeroquí Porá» y «Esquina Samba Show».
Fiesta tradicional de la torta carasucia.
En 2023 se celebrará la novena edición de la fiesta de la torta carasucia, es un postre tradicional que corresponde a la ciudad de Esquina, celebrada a orillas del río Corriente. 

### Personalidades Destacadas
Juan Filomeno Velazco (1892-1954) militar y político argentino, amigo personal del presidente Juan Domingo Perón, fue el primer comandante de la Policía Federal Argentina y primer gobernador peronista de la provincia de Corrientes, entre los años 1949 y 1952.
Donato Álvarez (1825-1913), militar argentino, participó en las guerras civiles, en las luchas contra los indígenas y en la guerra del Paraguay.
Coronel Abraham Schweizer - Destacado Militar argentino que participó en la Guerra Chaco Paraguaya - Falleció en accidente de aviación junto con el hijo del general Agustín P. Justo en la conocida como Tragedia de Itacumbú.
Teniente de Corbeta de Infantería de Marina Carlos R. Schweizer - Participó como Segundo Comandante de la Vanguardia de la Fuerza de Desembarco que recuperó las Islas Malvinas el 2 de abril de 1982.
Facundo Gregorio Fernández Rojo, primer intendente de Esquina. Uno de los fundadores de Equina Football Club y socio n.º 1.
Diego Maradona (1927-2015) y Dalma Salvadora "Tota" Franco (1930-2011). Padres de Diego Armando Maradona jugador de futbol, campeón del mundo en el año 1986. 
Jaime Martinoli, jugador de fútbol, campeòn de Copa Libertadores y Copa Intercontinental con Racing Club en 1967, con pasos por Banfield, Quilmes y Newell's Old Boys.
Juan Bautista Fleitas (1871-1954), abogado y político, que ejerció como ministro de Agricultura y Ganadería entre 1928 y 1930, durante la segunda presidencia de Hipólito Yrigoyen.